# Herren von Leuthorst

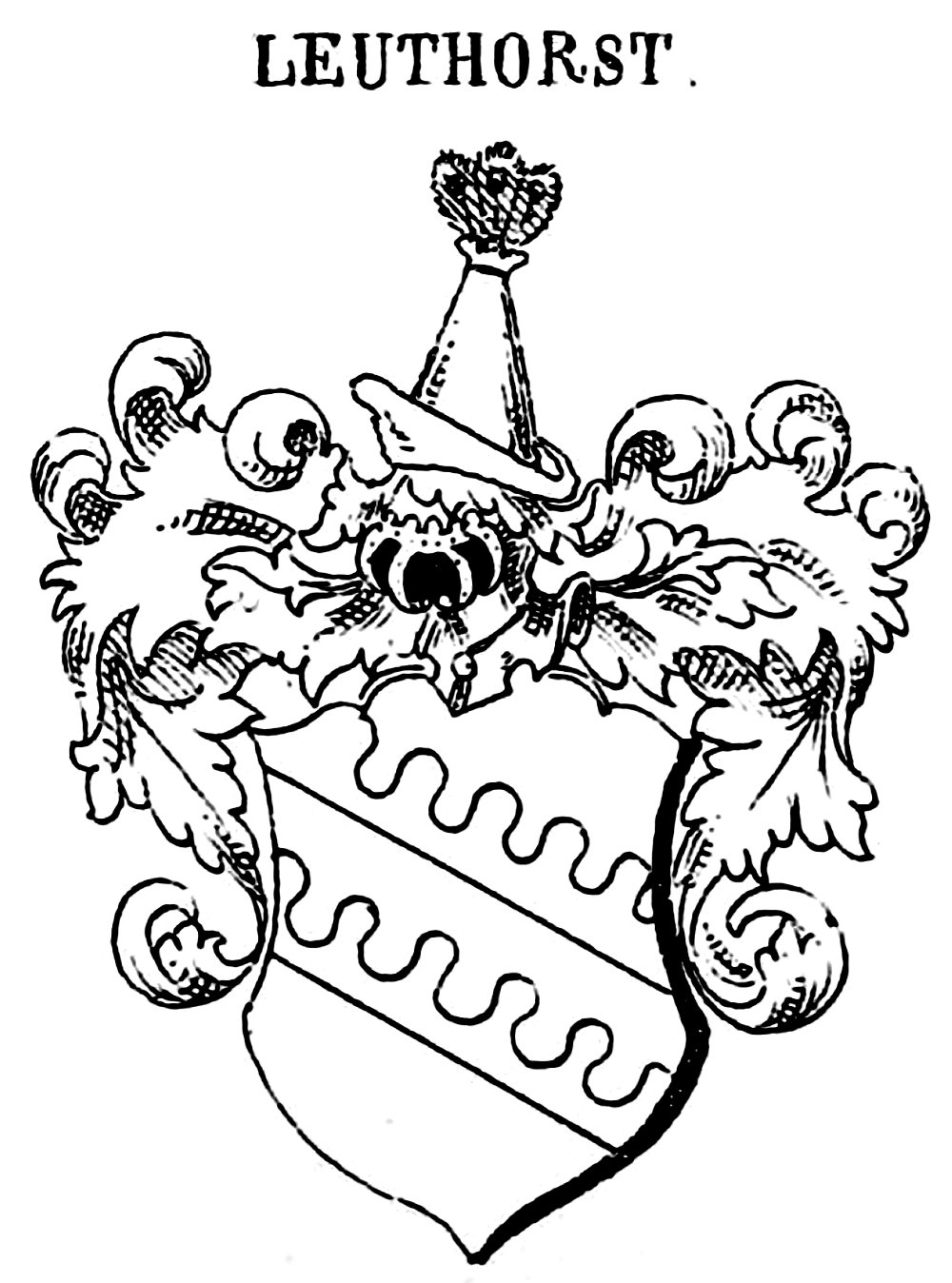
Das Wappen derer von Leuthorst in Siebmachers Wappenbuch

Die Herren von Leuthorst (auch Luthardessen o. ä.) waren ein im westlichen Vorland des Harzes begütertes Geschlecht, das seinen Stammsitz in Lüthorst hatte.

## Geschichte
Ein erster urkundlicher Hinweis auf den Ort Luthardeshusen findet sich bereits im 9. Jahrhundert in den Corveyer Traditionen. Er wurde zum Stammsitz von Herren, die später meist Luthardessen geschrieben wurden, und lag südlich der Homburg. Dort war Corvey als nächstgelegenes Kloster begütert. Die Äbte setzten die Edelherren von Homburg als Lehensnehmer ein. Von diesen erhielten die Herren von Luthardessen lokale Rechte als Afterlehen.
1367 erwarben die von Luthardessen für rund zehn Jahre die Pfandschaft über die Paderborner Burg Bredenborn. Um 1380 wollten sie eine Schenkung an die Kirche Amelsen vornehmen, damit dort regelmäßig Memorialgedenken für eigene Familienmitglieder und die befreundeten Ritter Amelunxen, Exter, Hake, Kaierde, Kerssenbrock, Minnigerode und Rebock (zeitweise Burgmannen auf der Burg Lügde und der Tonenburg) stattfinden sollten. Dabei gingen sie von der Gültigkeit Corveyer Lehensrechte in Amelsen aus. Dort sahen sich jedoch die Edelherren von Homburg als weltliche Herrscher und lehnten die Schenkung ab. Corveys Abt Bodo von Pyrmont bat den Hildesheimer Bischof Gerhard von Berg um Schlichtung. Die Homburger werteten dies als Affront, brannten die Güter der Luthardesser nieder und vertrieben sie, wodurch sie auch ihre Lehensrechte verloren. Gerhard von Berg verschaffte den Vertriebenen Lehensgut in Lindau, so dass sie sich dort ansiedelten, und 1384 wies er die Homburger in die Schranken, indem er sich versichern ließ, dass die Homburg, ihr Stammsitz, Hildesheimisches Lehen war. Wenige Jahre später griffen die Herren von Luthardessen den südlichen Homburger Besitz von ihrem verlorenen Stammsitz aus an. Bei dieser Aktion, die mit dem endgültigen Rückzug der Luthardesser endete, gingen folgende Orte in Flammen auf: Holzen, Lenne, Portenhagen, Vorwohle, Wangelnstedt einschließlich Emmerborn und Linnenkamp, Wickensen und sechs weitere, danach wüst gefallene Orte. Zum Schutz von Holzminden vor den Homburgern schloss Abt Bodo 1394 ein Bündnis mit den Grafen von Everstein.
An ihrem neuen Siedlungsort änderte sich im Laufe der Zeit der Name der Herren von Luthardessen zu Leuthorst. Sie erarbeiteten sich neuen Besitz, gaben das Lehen in Lindau später zur Hälfte wieder ab und waren schließlich auch auf der Burg Lichtenstein (Osterode am Harz) und in Dorste vertreten.

## Personen
- Abt Hugold von Corvey stammte aus diesem Hause.[10] Die Geschichtsforschung hat aber eine Abstammung Hugolds aus dem Hause Hochstaden noch nicht ausgeschlossen.[11]
- Um am Kreuzzug Heinrichs VI. teilnehmen zu können, verpfändeten drei Herren von Luthardessen 1197 dem Kloster Gehrden Güter, darunter Luthardessen und Reelsen.[12]
- Gisle von Luthardessen wurde Äbtissin im Kloster Gehrden.
- Verwandtschaftliche Verbindungen gab es zu den Häusern Hanstein[13] und Hardenberg.[14]
- Nikolaus von Leuthorst, Amtsvogt in Lindau (1549–1579)[15]
- Mit Friedrich Heinrich von Leuthorst starb das Geschlecht am 30. März 1714 aus.

## Wappen
Das Wappen (nach einem Siegel des Claus von Leuthorst von 1565) zeigt zwei schrägrechte wolkige roten Balken. Auf dem Helm ein hoher gekrempelter Hut, oben mit Pfauen- oder Straußenfedern besteckt.
„In der Heraldik der Familie zeigen sich viele Varietäten. Oft ist der untere Schrägbalken einfach geradlinig, mitunter hat der Schild nur zwei schlichte Schrägbalken und der Helm trägt drei Straußenfedern.“